# 사히아드리스숲쥐
사히아드리스숲쥐(Rattus satarae)는 시궁쥐속에 속하는 설치류의 일종이다. 인도 서고츠 북부 지역의 토착종으로 타밀나두 주와 카르나타카 주 닐기리 산맥, 마하라시트라의 사타라 구 세 지역 사이에 나누어 분포한다.

## 특징
사히아드리스숲쥐는 길고 부드러운 털을 갖고 있고, 등 쪽은 황금빛 갈색을 띠며 배 쪽은 희다. 꼬리가 아주 길다. 원래는 곰쥐와 유사한 겉모습 때문에 곰쥐의 아종으로 기술했다. 그러나 DNA 증거를 통해 두 종이 같은 서식지에서 서식하지만 이종 교배가 일어나지 않는다는 사실이 밝혀졌다. 이와 같은 유사성은 같은 생태적 지위를 공유한 결과로 나타나는 수렴 진화 때문으로 간주되고 있다.

## 서식지
해발 700m와 2,150m 사이의 인도 서고츠 북부 지역 습윤 낙엽성 숲과 상록수 숲에서만 발견된다. 임관층 중간 또는 고층의 둥지 또는 굴 속에서만 거의 배타적으로 서식하며, 가끔 나무 또는 덩굴 바닥 근처의 땅에 내려오기도 한다. 과일과 곤충을 먹는다.

## 멸종 위협
사히아드리스숲쥐는 남아있는 숲 서식지 면적이 2,000km2 이하로 제한적으로 서식하기 때문에 국제 자연 보전 연맹(IUCN)에서 "취약종"으로 분류하고 있다. 발견되는 장소는 매우 파편적이고, 서식지 변화에 취약하다. 서식지 질 저하와 성숙한 개체의 개체수 감소에 직면하고 있다. 서식지 변화에 아주 민감하다. 사히아드리스숲쥐가 직면하고 있는 주요 위협 요인은 플랜테이션을 위한 숲 감소와 벌목, 농약 사용, 외래종의 침범 등이다.